# وزارت امور مردمی (ژاپن پیشامدرن)
وزارت امور مردمی یا مینبو-شو (به ژاپنی: 民部省, Minbu-shōs)، ممکن است به:
1. یکی از هشت وزارتخانه Eight Ministries (八省؟) دربار امپراتوری ژاپن، که توسط قانون تایهو در اوایل قرن هشتم تأسیس شد، و تحت سیستم حقوقی ریتسوریو ادامه یافت.[۱]
2. کوتاه مدت وزارت‌خانه‌های ژاپن در طول دوره میجی (اوت–سپتامبر ۱۸۶۹، اوت ۱۸۷۰ – سپتامبر 1871)[۲]